# Transfert de spin
Le phénomène de transfert de spin, ou couple de transfert de spin, survient lorsqu'un courant polarisé en spin traverse un matériau magnétique. Cette interaction se traduit par un couple s'exerçant sur l'aimantation de ce solide. De cette manière il est possible d'agir sur l'aimantation sans utiliser de champ magnétique. Ce phénomène a d'abord été prédit théoriquement indépendamment par L. Berger (Canergie Mellon U., USA) et J. Slonczewski (IBM Yorktown Heights) en 1996, puis mis en évidence expérimentalement par Sun dans des empilements magnétiques nano-structurés sous forme de piliers. Avec la magnétorésistance géante, le transfert de spin constitue les briques essentielles de la spintronique.

## Introduction
Le transfert de spin est un phénomène de la physique de la matière condensée, qui fait intervenir des propriétés de transport des électrons dans les matériaux magnétiques. La réalisation pratique de dispositifs expérimentaux capable de le mettre en évidence nécessite les techniques de nanofabrication les plus modernes, en l'occurrence celle de l'industrie micro-électronique. À ce titre il a fait bénéficier des nombreux efforts investis par les fabricants de mémoires électroniques pour concevoir des composants radicalement nouveaux, en particulier les disques durs de dernière génération haute densité et les MRAM, tous deux fondés sur le phénomène de magnéto-résistance, phénomène connexe avec lequel il ne faut pas le confondre.
Puisqu'il s'agit d'un phénomène d'interface, le transfert de spin n'a une intensité suffisante pour être décelé que dans des couches minces, d'épaisseur nanométrique.

## Historique

### Les grandes dates
- 1996 : J.C. Slonczewski prédit que les électrons d'un courant électrique polarisé en spin peuvent échanger du moment magnétique avec celui des atomes magnétiques d'un solide
- 1996 : article de L. Berger démontrant l'existence d'un effet identique dans un empilement de couches magnétiques
- 1999 : première preuve expérimentale que l'aimantation
- 2003 : Kisilev et al. utilisent le transfert de spin pour mettre en rotation l'aimantation d'une couche magnétique, en injectant simplement un courant continu

### Contexte
Les laboratoires de la société IBM sont historiquement très impliqués dans la recherche sur le magnétisme. Dès les années 50, les ingénieurs conçoivent des mémoires à tores magnétiques. Ensuite ils ont inventé les mémoires à bulles, utilisant le déplacement de parois de domaines magnétiques. Des innovations sans grand succès commercial. L'application de la magnéto-résistance géante aux têtes de lecture des disques durs d'ordinateurs sera par contre une révolution technologique et industrielle impressionnante. Les capacités augmentent exponentiellement, vérification implacable de la loi de Moore. Hitachi GST a depuis repris les activités d'IBM. Mais le savoir-faire scientifique a permis à IBM d'être à l'avant-garde dans l'étude du transfert de spin, grâce aux travaux fondateurs du théoricien J. C. Slonczewski, et à la maîtrise de la nanofabrication de S.P.P. Parkin par exemple.
Depuis les avancées sont autant le fait de grands industriels (IBM, Sony, Freescale) que de laboratoires académiques. Notons que la France est particulièrement en pointe dans ce domaine qui est le prolongement logique de la GMR. Le prix Nobel d'Albert Fert en 2007 a d'ailleurs consacré cette découverte faite à Orsay. Les laboratoires de CNRS-Thalès et de l'IEF à Paris et CEA-Spintec à Grenoble sont les plus actifs. Aux USA on citera le NIST (Boulder, Colorado) et l'université de Cornell.

## Description théorique

### Magnétisme et transport électronique dans les solides
Les concepts fondamentaux nécessaires à la compréhension du transfert de spin sont les suivants :
- spin : le terme exact est moment magnétique de spin. Ce n'est pas un moment cinétique, confusion due à la vision d'un électron tournant sur lui-même.
- courant de spin : c'est un flux de moment de spin
- aimantation : l'aimantation est la moyenne de l'ensemble des moments magnétiques des atomes d'un solide. Pour l'essentiel il s'agit des moments de spin portés par les électrons non appariés des couches externes de l'atome. Dans un matériau magnétique, si l'agitation thermique n'est pas trop importante, cette moyenne n'est pas nulle : il y a un moment magnétique net observable à l'échelle macroscopique.

Ces définitions montrent bien que le transfert de spin est la résultante statistique d'un phénomène quantique.

### Dans une couche magnétique simple
Le transfert de spin est essentiellement un phénomène d'interface. Considérons le cas le plus simple, celui où un courant électrique cherche à pénétrer dans un matériau magnétique aimanté.
Le transfert de spin est la résultante d'un mouvement de chaque spin isolé au cours de son mouvement et d'un effet statistique sur l'ensemble des spins du courant traversant l'interface.

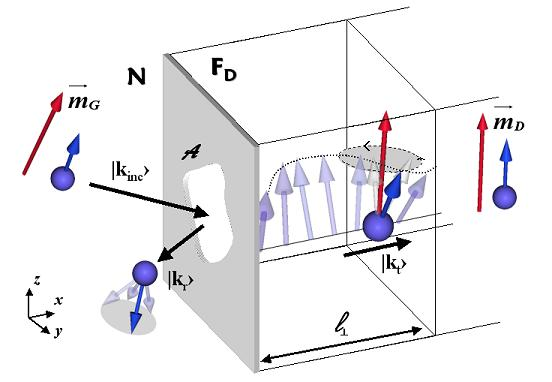
Interaction subies par le spin d'un électron de conduction lorsqu'il passe d'un matériau non-magnétique vers un matériau aimanté.

### Dans une jonction métallique
Qu'entend-on par jonction métallique ? Il s'agit d'un empilement de couches minces constitué de deux couches magnétiques séparées par une très fine couche non-magnétique (le plus souvent appelé espaceur).

### Dans une jonction tunnel
Le principe est identique au cas des jonctions métalliques. Une des couches magnétiques sert de polariseur pour le courant d'électrons et la seconde couche sert d'analyseur. Cependant dans une jonction tunnel l'espaceur est une barrière isolante et le transport est régi par l'effet tunnel. La physique à l'interface barrière/couche libre est sensiblement différente de celle impliquée dans les jonctions tout métal.

### Nanopiliers
C'est la géométrie privilégiée pour mettre en évidence le transfert de spin. Quand l'empilement de couches est façonné sous forme d'un pilier, l'aimantation des couches magnétiques a deux orientations privilégiées selon la forme du pilier : c'est un système bi-stable. L'état du système peut être lu au travers de la magnéto-résistance. Tout modification de l'orientation de l'aimantation est alors aisément détectable.
Étant donné les conventions de signe, le diagramme de phase champ/courant est présenté dans la figure (à inclure).

## Applications

### Avantages et inconvénients
Le transfert de spin n'a pas fait pour le moment d'utilisations commercialisées, si ce n'est sous forme de démonstrateurs. Néanmoins les applications potentielles sont nombreuses. En effet il permet de manipuler l'aimantation localement sans recourir à un champ magnétique externe, à l'échelle nanométrique et à l'échelle de la nanoseconde. Les avantages sont nombreux :
- faible consommation d'énergie
- absence d'interaction avec de composants voisins, ce qui permet de placer un grand nombre de composants sur une même puce. Dans une mémoire MRAM traditionnelle, chaque bit est manipulé par un champ magnétique créé au voisinage, dont l'intensité décroît en 1/r ; le risque de cross-sélection est potentiellement important
- il apparaît avec des courants continus, faciles à générer dans une puce

### L'électronique de spin
Dans un futur proche, on pourrait voir apparaître sur le marché des produits susceptibles de recourir au transfert de spin :
- élément de mémoire magnétique (STT-MRAM)
- mémoire électronique circulaire (spin drive)
- oscillateur électronique de fréquence contrôlable par un courant continu (modulation de fréquence)
- détecteur de champs magnétiques ultra-faibles
- détections de micro-ondes